# 36Kr
36Kr（36氪、36クリプトン、NASDAQ: KRKR）は、中華人民共和国のテクノロジー評論会社。主にWeb 2.0とWorld Wide Webの技術を紹介しており、新興のテクノロジー及びインターネット企業に関する情報、コメント、分析を提供している。

## 歴史
2010年に北京市で設立される。2012年5月27日に、中国中央電視台にて多くの起業家向けサービス提供会社と共に36Krが紹介された。2012年に36Krは、中国ニューメディアサミットで「中国の新しい上位30のメディア」に選ばれた。